# Hans Niels Jahnke
Hans Niels Jahnke (* 26. Juli 1948 in Wuppertal) ist ein deutscher Mathematikhistoriker und Mathematikdidaktiker.
Bis zum erstmaligen Überspringen einer Klasse an seiner Schule, der Obersekunda des mathematisch-naturwissenschaftlichen Carl-Duisberg-Gymnasiums in Wuppertal-Oberbarmen, war der Sohn von MdL Walter Jahnke Klassenkamerad von Albrecht Dümling und Heinz Finger.
Jahnke studierte ab 1966 Physik, Mathematik und Philosophie an der Universität Tübingen und der FU Berlin, wo er 1973 sein Diplom erwarb. 1979 wurde er (nach zwischenzeitlich zwei Jahren Zivildienst) in Didaktik der Mathematik an der Universität Bielefeld promoviert. Dort war er danach Akademischer Rat und später Oberrat. 2000 habilitierte er sich in Didaktik der Mathematik und war dort seit 1995 außerplanmäßiger Professor. Seit 2000 ist er Professor für Didaktik der Mathematik an der Universität Duisburg-Essen.
Jahnke beschäftigte sich mit Geschichte der Analysis (er ist Herausgeber eines Standardwerks zu diesem Thema) und insbesondere der sogenannten Algebraischen Analysis (mit der zentralen Figur Leonhard Euler, in Deutschland die Schule der kombinatorischen Analysis von Carl Friedrich Hindenburg und andere), Mathematik bei den Romantikern und Anwendung der Mathematikgeschichte in der Mathematikdidaktik, Entwicklung des Zahlbegriffs, Beweise im mathematischen Unterricht.
Seit 1990 ist er Mitherausgeber und 2001 bis 2005 geschäftsführender Herausgeber der Mathematischen Semesterberichte. 1995 bis 2001 war er geschäftsführender Herausgeber des Journals für Mathematikdidaktik. Seit 2006 ist er Mitherausgeber von Historia Mathematica.

## Schriften
- Herausgeber: Geschichte der Analysis. Spektrum Verlag, 1999 (auch als englische Übersetzung History of Analysis. American Mathematical Society, 2003, und als tschechische Übersetzung). Darin von Jahnke: Die algebraische Analysis des 18. Jahrhunderts.
- Mathematik und Bildung in der Humboldtschen Reform. Vandenhoeck und Ruprecht, 1990
- Herausgeber mit N. Knoche, M. Otte: History of Mathematics and Education – Ideas and Experiences. Vandenhoeck und Ruprecht, 1996
- Herausgeber mit M. Otte: Epistemological and Social Problems of Science in the early 19. Century. Reidel, Dordrecht, 1981
- Hilbert, Weyl und die Philosophie der Mathematik. Math.Semesterberichte Bd. 37, 1990, S. 157
- Herausgeber mit G. Hanna, H. Pulte: Explanation and Proof in Mathematics. Philosophical and Educational Perspectives, Springer Verlag 2010
- Numeri absurdi infra nihil. Die negativen Zahlen.., mathematik lehren, Heft 121, Dezember 2003, S. 21–22, 36–40
- Zum Verhältnis von Wissensentwicklung und Begründung in der Mathematik – Beweisen als didaktisches Problem,  Materialien und Studien des IDM, Bd. 10, Bielefeld 1978
- The Relevance of Philosophy and History of Science and Mathematics for Mathematical Education, in: M. Zweng (Hrsg.): Proceedings of the Fourth International Congress on Mathematical Education, Boston 1983, 444–447
- Herausgeber mit M. Otte: Epistemological and Social Problems of the Sciences in the Early 19th Century, Dordrecht: Reidel, 1981
- Algebraische Analysis, in: Detlef Spalt (Hrsg.), Rechnen mit dem Unendlichen, Springer 1990, S. 103–122